# Мария Франческа Савойская
Принцесса Мария Франческа Савойская (Мария Франческа Анна Романа, 26 декабря 1914 — 4 декабря 2001) — младшая дочь итальянского короля Виктора Эммануила III и Елены Черногорской. Сестра Умберто II — последнего короля Италии.

## Биография
Вышла замуж 23 января 1939 в часовне Квиринале в Риме за Принца Луиджи Карло Бурбон-Пармского (5 декабря 1899 — 4 декабря 1967), сына Роберта I, герцога Пармы и Марии Антонии Браганса, инфанты Португалии. Луи был младшим братом Циты Бурбон-Пармской, последней императрицы Австрии и королевы Венгрии.
Мария всегда показывала чувства милосердия и любви к стране. Она всегда была популярна в Риме. В честь неё в Риме названа одна из школ. В 1943 году она была направлена в концентрационный лагерь в Германии с двумя детьми и мужем. В 1945 году англо-американцы освободили их, и они вернулись обратно в Италию. После референдума, приведшего к гибели итальянской монархии, она переехала в город Мандели, Италия. В 1967 году она овдовела, а затем и вовсе исчезла из общественной жизни, за исключением похорон её брата Умберто в 1983 году. В 1991 году погиб её сын Гай.
Её внуки пытались несколько раз уговорить её написать биографию, но она всегда отвергала предложения. Она говорила, что никогда не будет писать о страшных страданиях её пребывания в нацистских концентрационных лагерях.

## Дети
- Гай Сикст Луи Роберт Виктор де Бурбон, принц Пармский (7 августа 1940 — 10 марта 1991), был женат на Бриджит Дювало, развод в 1981 году
  - Луис (род. 1966), женат, двое детей;
- Реми Франсуа де Бурбон, принц Пармский (р. 14 июля 1942), был женат на Лауренсии Дюфрен, двое детей, развод в 1983 году;
- Шанталь Мария де Бурбон, Принцесса Пармская (р. 24 ноября 1946), была замужем за Панайотисом Скинасом, двое детей,  развод в 1987 году, вышла замуж во второй раз за Франсуа-Анри Жоржа;
- Жан Бернар Реми де Бурбон, принц Пармский (р. 15 октября 1961), женат на Вирджинии Роатт, двое детей.

Она умерла в Манделье-ла-Напуль, Франция, в 2001 году.